# Ódate
Ódate (jap. 大館市) je japonské město v prefektuře Akita na ostrově Honšú, největším ostrově Japonska.
Město bylo založeno 1. dubna 1951.